# 沙托兰区
沙托兰区（法語：arrondissement de Châteaulin）是法国布列塔尼大區菲尼斯泰尔省的一个区。该区辖有57个市镇，人口82,403（2016年），面积1,756.6 km2（678.2 sq mi）。